# Helenówek (Cybulice Duże)
Helenówek – nieistniejąca już wieś puszczańska w Polsce, w województwie mazowieckim, w powiecie nowodworskim, w gminie Czosnów, w obecnych granicach wsi Cybulice Duże (w jej zachodniej części, przy granicy z wsią Rybitew). Leżała pośrodku Puszczy Kampinoskiej.
Dawniej wieś. W latach 1867–1952 w gminie Głusk w powiecie sochaczewskim; 20 października 1933 utworzyła gromadę Helenówek w granicach gminy Głusk, składającą się z Helenówka, folwarku Jakubowo, osiedla Dębniak, osiedla Cybulak i kolonii Zaścianek.
1 lipca 1952, w związku ze zniesieniem gminy Głusk, gromadę Helenówek włączono do nowo utworzonej gminy Kazuń w powiecie warszawskim, którą równocześnie włączono do nowo utworzonego powiatu nowodworskiego.
W związku z reorganizacją administracji wiejskiej jesienią 1954, Helenówek wszedł w skład nowej gromady Sowia Wola.